# Dal'stroj
Il Dal'stroj (in russo Дальстро́й?), altresì conosciuto come Trust di costruzione dell'estremo nord, fu un'organizzazione istituita nel 1931 dall'NKVD al fine di gestire la costruzione di strade e l'attività estrattiva nella regione della Kolyma, compresa tra la Čukotka e l'Oblast' di Magadan; la denominazione iniziale era Trust statale per la costruzione stradale ed industriale nell'area settentrionale della Kolyma, per poi diventare dopo la riorganizzazione del 1952 Direzione principale de campi e della costruzione dell'estremo nord.

La regione di competenza veniva spesso chiamata per sineddoche Kolyma, in quanto le attività erano focalizzate in larga parte sull'estrazione dell'oro nella parte settentrionale dell'omonimo fiume.

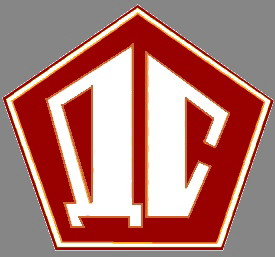
Logo del Dal'stroj

## Compiti
Il Dal'stroj sovrintendeva lo sviluppo e lo sfruttamento minerario dell'area usando lavoro forzato: durante gli anni di attività istituì all'incirca ottanta Gulag, la cui area totale crebbe fino a raggiungere nel 1951 i tre milioni di chilometri quadrati; la base amministrativa si trovava nella città di Magadan.

Il Dal'stroj amministrava sostanzialmente tutti gli aspetti della regione: territorio, attività economiche e campi di lavoro; col passare degli anni si assistette inoltre alla creazione di unità deputate alla gestione dei rilevamenti geologici, dei trasporti motorizzati, della navigazione a vapore sul Kolyma nonché dell'amministrazione delle economie secondarie, delle strade, del porto con i suoi relativi terminal. L'intera amministrazione del Dal'stroj - economica, amministrativa, fisica e politica - era nelle mani di una persona sola, il direttore, che era in possesso di numerosi diritti e privilegi.

## I trasporti
Nel suo libro Red Arctic, John McCannon spiega come il Dal'stroj all'inizio si affidasse al Glavsevmorput, un'agenzia sovietica per lo sfruttamento delle risorse nell'estremo nord, per la coordinazione delle provviste e del trasporto; il Glavsevmorput gestiva il traffico da e per Vladivostok, comprese le spedizioni per Magadan. Dopo alcuni anni, quando il Dal'stroj divenne più potente, ottenne navi per conto proprio, in maniera tale da avere più libertà di azione.
I prigionieri venivano trasportati attraverso il Mare di Ochotsk verso i porti di Magadan e Ambarčik, di seguito le principali navi usate:
- SS Dalstroi
- SS Džurma
- SS Kulu
- SS Feliks Dzeržinskij
- SS Indigirka
- MV Sovetskaja Latvija

Oltre a queste, vennero impiegate svariate imbarcazioni della Far East State Sea Shipping Company come ad esempio la SS Nevastroi, SS Dneprostroi, SS Shaturstroi, SS Syasstroi, SS KIM, e SS Kiev.

## I direttori
- Eduard Petrovič Berzin (1932-1937)
- Karp Aleksandrovič Pavlov (1937-1939)
- Ivan Fedorovič Nikišov (1940-1948)
- Ivan Grigorevič Petrenko (1948-1950)[7]
- Ivan Lukič Mitrakov (1951-1956)[8]
- Jurij Veniaminovič Čuguev (1956-1957)

## Smantellamento
Dopo la morte di Stalin, avvenuta nel 1953, il Dal'stroj venne riorganizzato in tre parti: l'amministrazione dei campi di lavoro divenne USVITL (Campi di lavoro correttivi nord orientali) e passò sotto il controllo del Gulag. L'amministrazione del territorio e l'apparato del locale Partito vennero subordinati all'appena creato Oblast' di Magadan e ad altre adiacenti suddivisioni territoriali. Il Dal'stroj di conseguenza rimase un'impresa puramente economica.